# Hakím Zíjes
Hakím Zíjes (arabul: حكيم زياش, berberül: ⵃⴰⴽⵉⵎ ⵣⵉⵢⴰⵛ; Dronten, 1993. március 19. –) marokkói válogatott labdarúgó.

## Pályafutása

### Klubcsapatokban
2001 és 2007 között a szülővárosának helyi csapataiban lépett pályára, majd innen került a Heerenveen akadémiájára. 2012. augusztus 2-án mutatkozott be az első csapatban a román Rapid București elleni Európa-liga selejtező mérkőzésen. Tíz nappal később a bajnokságban a N.E.C. Nijmegen debütált a bajnokságban, a mérkőzést 2–0-ra elvesztették. 2013. augusztus 10-én megszerezte első bajnoki gólját a NAC Breda ellen. Decemberben a bajnokságban és a kupában is 2–2 gólt szerzett az AZ Alkmaar csapata ellen. 2014. augusztus 18-án aláírt a Twente csapatához. Az itt eltöltött időszaka alatt 76 tétmérkőzésen lépett pályára és ezeken a találkozókon 34 gólt szerzett. 2016. augusztus 30-án 5 éves szerződést kötött az AFC Ajax csapatával. 2018. december 16-án az Ajax hazai pályán 8–0-ra győzött a VBV De Graafschap ellen, ezen a találkozón 3 gólt szerzett.
2020. február 14-én bejelentették, hogy az Ajax és a Chelsea megállapodott Zíjes átigazolásáról. A londoni klub 40 millió eurót fizetett a játékosért, aki a 2020–2021-es idényt megelőzően csatlakozott a csapathoz. Tíz nappal később a Chelsea hivatalos honlapján jelentette be, hogy a játékossal is megállapodott a szerződését illetően, a marokkói középpályás ötéves szerződést írt alá. 2023 nyarától másfél éven át a török Galatasaray labdarúgója volt, majd ezt követően 2025 januárjában Katarba, az ed-Duhaílhoz igazolt. 2025. június 1-jén a katari klub hivatalos felelületein jelentette be, hogy hogy szerződést bontott Zíjessel.

### A válogatottban
Többszörös holland korosztályos válogatott. 2015 szeptemberében meghívót kapott a marokkói válogatottba az októberi barátságos mérkőzésekre. Október 9-én mutatkozott be Elefántcsontpart ellen 1–0-ra elvesztett mérkőzésen. 2016. október 11-én duplázott Kanada ellen 4–0-ra megnyert barátságos mérkőzésen. Részt vett az oroszországi 2018-as labdarúgó-világbajnokságon.

## Sikerei, díjai

### Ajax
- Eredivisie: 2018–19[24]
- KNVB-kupa: 2018–19[25]
- Johan Cruijff-kupa: 2019[26]
- Európa-liga – döntős: 2016–17[27]

### Chelsea
- UEFA-bajnokok ligája: 2020–21[28]
- UEFA-szuperkupa: 2021[29]
- FIFA-klubvilágbajnokság: 2021[30]
- FA-kupa döntős: 2020–21,[31] 2021–22[32]
- EFL-kupa döntős: 2021–22[33]

### Galatasaray
- Süper Lig: 2023–24,[34] 2024–25[35]
- Török szuperkupa: 2023[36]

### ed-Duhaíl
- Katari koronaherceg kupa döntős: 2025[37]

### Egyéni
- Mars d'Or – Az év marokkói játékosa: 2016[38]
- Eredivisie –  Az év csapata: 2016–16, 2017–18, 2018–19

- AFC Ajax – Az év játékosa: 2017–18, 2018–19, 2019–20
- Az év holland labdarúgója: 2017–18
- Bajnokok Ligája – A szezon kerete: 2018–19
- CAF – Az év csapata: 2019
- Eredivisie – A hónap játékosa: 2018 október, 2019 augusztus

## Pályafutása statisztikái

### Klubcsapatokban
2025. május 14-i állapot szerint.
| Klub           | Szezon         | Bajnokság | Bajnokság | Nemzeti kupa | Nemzeti kupa | Nemzetközi kupa | Nemzetközi kupa | Egyéb | Egyéb | Összesen | Összesen |
| Klub           | Szezon         | Mérk.     | Gólok     | Mérk.        | Gólok        | Mérk.           | Gólok           | Mérk. | Gólok | Mérk.    | Gólok    |
| -------------- | -------------- | --------- | --------- | ------------ | ------------ | --------------- | --------------- | ----- | ----- | -------- | -------- |
| Heerenveen     | 2012–13        | 3         | 0         | 1            | 0            | 2               | 0               | 2     | 0     | 8        | 0        |
| Heerenveen     | 2013–14        | 31        | 9         | 3            | 2            | —               | —               | 2     | 0     | 36       | 11       |
| Heerenveen     | 2014–15        | 2         | 2         | —            | —            | —               | —               | —     | —     | 2        | 2        |
| Heerenveen     | Összesen       | 36        | 11        | 4            | 2            | 2               | 0               | 4     | 0     | 46       | 13       |
| Twente         | 2014–15        | 31        | 11        | 5            | 4            | 2               | 0               | —     | —     | 38       | 15       |
| Twente         | 2015–16        | 33        | 17        | 1            | 0            | —               | —               | —     | —     | 34       | 17       |
| Twente         | 2016–17        | 4         | 2         | —            | —            | —               | —               | —     | —     | 4        | 2        |
| Twente         | Összesen       | 68        | 30        | 6            | 4            | 2               | 0               | —     | —     | 76       | 34       |
| Ajax           | 2016–17        | 28        | 7         | 1            | 1            | 13              | 2               | —     | —     | 42       | 10       |
| Ajax           | 2017–18        | 34        | 9         | 1            | 0            | 4               | 0               | —     | —     | 39       | 9        |
| Ajax           | 2018–19        | 29        | 16        | 3            | 0            | 17              | 5               | —     | —     | 49       | 21       |
| Ajax           | 2019–20        | 21        | 6         | 2            | 0            | 11              | 3               | 1     | 0     | 35       | 9        |
| Ajax           | Összesen       | 112       | 38        | 7            | 1            | 45              | 10              | 1     | 0     | 165      | 49       |
| Chelsea        | 2020–21        | 23        | 2         | 6            | 2            | 10              | 2               | —     | —     | 39       | 6        |
| Chelsea        | 2021–22        | 23        | 4         | 5            | 2            | 9               | 1               | 7     | 1     | 44       | 8        |
| Chelsea        | 2022–23        | 18        | 0         | 1            | 0            | 4               | 0               | 1     | 0     | 24       | 0        |
| Chelsea        | Összesen       | 64        | 6         | 12           | 4            | 23              | 3               | 8     | 1     | 107      | 14       |
| Galatasaray    | 2023–24        | 18        | 6         | —            | —            | 5               | 2               | 0     | 0     | 23       | 8        |
| Galatasaray    | 2024–25        | 5         | 0         | —            | —            | 5               | 0               | 1     | 0     | 11       | 0        |
| Galatasaray    | Összesen       | 23        | 6         | 0            | 0            | 10              | 2               | 1     | 0     | 34       | 8        |
| ed-Duhaíl      | 2024–25        | 9         | 1         | 2            | 0            | —               | —               | 2     | 0     | 13       | 1        |
| Teljes karrier | Teljes karrier | 342       | 107       | 31           | 11           | 82              | 15              | 16    | 1     | 472      | 134      |

1. ↑  Magában foglalja az összes pályára lépéseit a Bajnokok ligájában, az Európa-ligában
2. ↑  Magában foglalja az összes pályára lépéseit a Johan Cruijff-kupán, az Eredivisie rájátszásában, az UEFA-szuperkupán, a FIFA-klubvilágbajnokságon, a Carabao-kupán, a Török szuperkupán

### A válogatottban
| Válogatott | Év       | Pályára lépés | Gól |
| ---------- | -------- | ------------- | --- |
| Marokkó    | 2015     | 4             | 0   |
| Marokkó    | 2016     | 5             | 5   |
| Marokkó    | 2017     | 4             | 2   |
| Marokkó    | 2018     | 10            | 5   |
| Marokkó    | 2019     | 10            | 2   |
| Marokkó    | 2020     | 3             | 3   |
| Marokkó    | 2021     | 4             | 0   |
| Marokkó    | 2022     | 10            | 2   |
| Marokkó    | 2023     | 5             | 1   |
| Marokkó    | 2024     | 9             | 4   |
| Összesen   | Összesen | 64            | 25  |

#### Góljai a válogatottban
| #  | Időpont             | Helyszín                                           | Ellenfél                  | Gólok | Eredmény | Kiírás                                    |
| -- | ------------------- | -------------------------------------------------- | ------------------------- | ----- | -------- | ----------------------------------------- |
| 1  | 2016. május 27.     | Grand Stade de Tanger, Tanger, Marokkó             | Kongó                     | 1–0   | 2–0      | Barátságos mérkőzés                       |
| 2  | 2016. május 27.     | Grand Stade de Tanger, Tanger, Marokkó             | Kongó                     | 2–0   | 2–0      | Barátságos mérkőzés                       |
| 3  | 2016. szeptember 4. | Stade Moulay Abdallah, Rabat, Marokkó              | São Tomé és Príncipe      | 1–0   | 2–0      | 2017-es afrikai nemzetek kupája-selejtező |
| 4  | 2016. október 11.   | Stade de Marrakech, Marrákes, Marokkó              | Kanada                    | 2–0   | 4–0      | Barátságos mérkőzés                       |
| 5  | 2016. október 11.   | Stade de Marrakech, Marrákes, Marokkó              | Kanada                    | 3–0   | 4–0      | Barátságos mérkőzés                       |
| 6  | 2017. szeptember 1. | Stade Moulay Abdallah, Rabat, Marokkó              | Mali                      | 1–0   | 6–0      | 2018-as VB-selejtező                      |
| 7  | 2017. szeptember 1. | Stade Moulay Abdallah, Rabat, Marokkó              | Mali                      | 3–0   | 6–0      | 2018-as VB-selejtező                      |
| 8  | 2018. március 23.   | Olimpiai Stadion, Róma, Olaszország                | Szerbia                   | 1–0   | 2–1      | Barátságos mérkőzés                       |
| 9  | 2018. június 9.     | A. Le Coq Aréna, Tallinn, Észtország               | Észtország                | 2–0   | 3–1      | Barátságos mérkőzés                       |
| 10 | 2018. szeptember 9. | Stade Mohammed V, Casablanca, Marokkó              | Malawi                    | 1–0   | 3–0      | 2019-es afrikai nemzetek kupája-selejtező |
| 11 | 2018. november 16.  | Stade Mohammed V, Casablanca, Marokkó              | Kamerun                   | 1–0   | 2–0      | 2019-es afrikai nemzetek kupája-selejtező |
| 12 | 2018. november 16.  | Stade Mohammed V, Casablanca, Marokkó              | Kamerun                   | 2–0   | 2–0      | 2019-es afrikai nemzetek kupája-selejtező |
| 13 | 2019. június 16.    | Stade de Marrakech, Marrákes, Marokkó              | Zambia                    | 1–1   | 2–3      | Barátságos mérkőzés                       |
| 14 | 2019. június 16.    | Stade de Marrakech, Marrákes, Marokkó              | Zambia                    | 2–2   | 2–3      | Barátságos mérkőzés                       |
| 15 | 2020. november 13.  | Stade Mohammed V, Casablanca, Marokkó              | Közép-afrikai Köztársaság | 2–1   | 4–1      | 2021-es afrikai nemzetek kupája-selejtező |
| 16 | 2020. november 13.  | Stade Mohammed V, Casablanca, Marokkó              | Közép-afrikai Köztársaság | 3–1   | 4–1      | 2021-es afrikai nemzetek kupája-selejtező |
| 17 | 2020. november 17.  | Stade de la Réunification, Douala, Kamerun         | Közép-afrikai Köztársaság | 1–0   | 2–0      | 2021-es afrikai nemzetek kupája-selejtező |
| 18 | 2022. november 17.  | Sardzsa Stadion, Sardzsa, Egyesült Arab Emírségek  | Grúzia                    | 2–0   | 3–0      | Barátságos mérkőzés                       |
| 19 | 2022. december 1.   | Al-Thumama Stadion, Doha, Katar                    | Kanada                    | 1–0   | 2–1      | 2022-es VB                                |
| 20 | 2023. június 17.    | Soccer City, Johannesburg, Dél-afrikai Köztársaság | Dél-afrikai Köztársaság   | 1–2   | 1–2      | 2023-as afrikai nemzetek kupája-selejtező |